# Lungotevere Tor di Nona
Il lungotevere Tor di Nona è il tratto di lungotevere che collega piazza Sant'Angelo a piazza di Ponte Umberto I, a Roma, nel rione Ponte, istituito con delibera del 20 luglio 1887.

## Storia

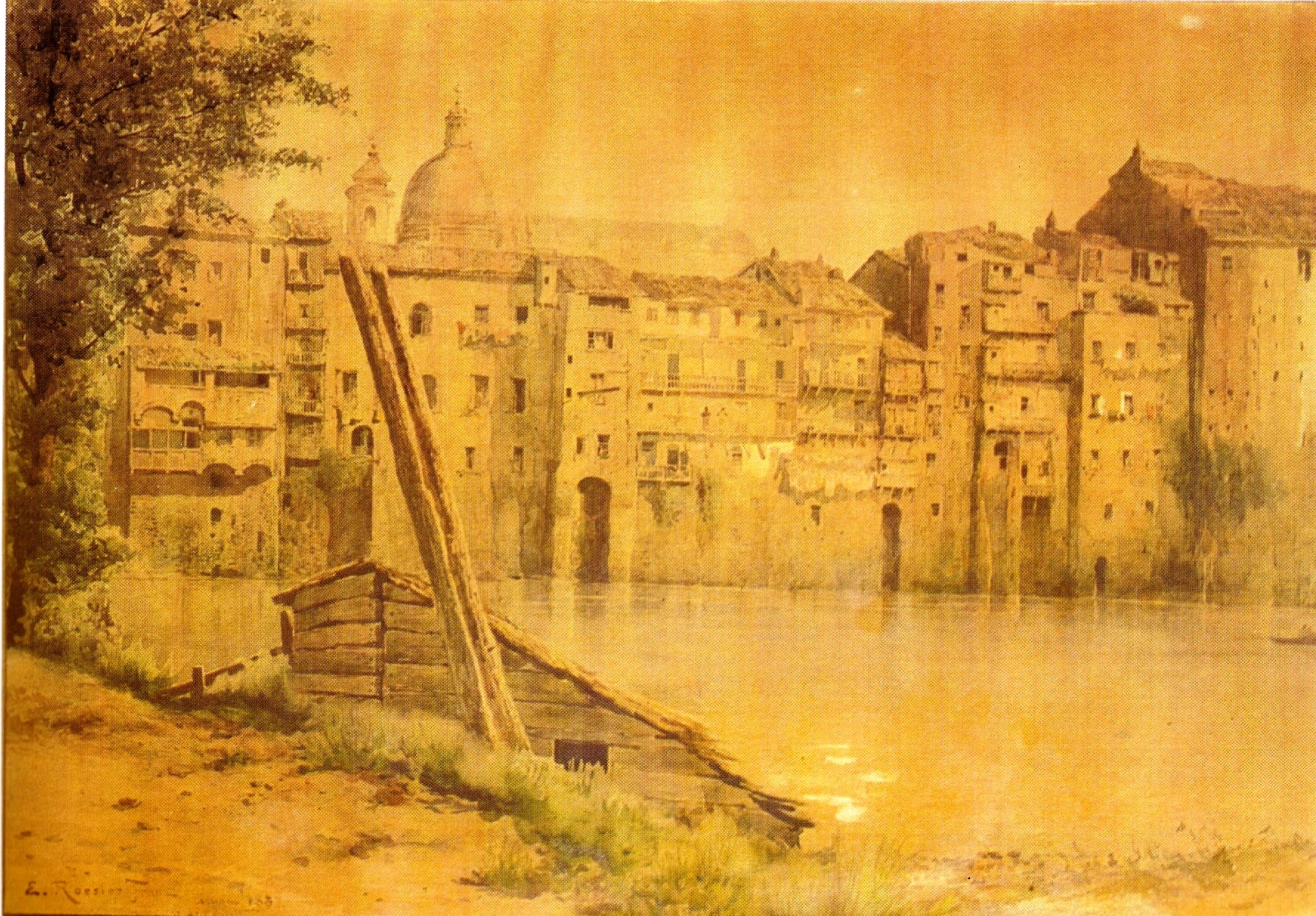
Case a Tor di Nona, c. 1880, in un acquarello di Ettore Roesler Franz

Il lungotevere corre addossato alla via di Tor di Nona, percorso lungofiume già presente nella viabilità romana. Ad attività fluviali era evidentemente legato un molo-banchina di epoca precedente alla costruzione delle mura, destinato probabilmente, in età adrianea, allo scarico di marmi per il mausoleo imperiale.
Dopo la costruzione delle mura aureliane lungo la riva sinistra Tevere, nelle quali si aprivano varie posterule destinate al traffico fluviale, la via ne seguì il tracciato. Resti del molo romano erano ancora visibili all'epoca di Piranesi e furono da lui ben rappresentati, benché interpretati come "Avanzi del Ponte Trionfale".
La via medioevale prese nome dalla medievale turris de Annona edificio cosiddetto per essere stato adibito a deposito di granaglie, dopo essere appartenuto alla nobile famiglia degli Orsini e adibito ad uso di prigione dal sec. XV al 1660.
Per la costruzione del lungotevere furono demoliti gran parte della via antica e un palazzetto appartenuto dapprima ai Farnese, poi, dal 1550, ai Caetani, in cui spesso sostava papa Giulio III (l'edificio fu spianato per lasciare spazio alla testata del Ponte Umberto I e all'omonima piazza moderna); della via antica sono sopravvissute alcune case, con il lungotevere all'altezza del primo piano.
Nel settembre 1889 fu demolito anche il teatro Tordinona-Apollo, costruito nel 1670 su progetto di Carlo Fontana che riutilizzava il carcere dismesso, e oggi ricordato da una stele marmorea disegnata da Cesare Bazzani.

## Trasporti
È Raggiungibile in autobus linea 280 P. Partigiani-p. A. Mancini con le fermate Lung.Tor di nona/rondinella e Lung.Tor di Nona/Zanardelli